# Taltirelina
La taltirelina (commercializzata con il nome di Ceredist) è un analogo dell'ormone di rilascio della tireotropina (TRH), che imita le azioni fisiologiche di quest'ultima, ma con un'emivita e una durata degli effetti molto più lunghe, e con uno scarso sviluppo di tolleranza in seguito a un dosaggio prolungato.  Ha effetti nootropici, neuroprotettivi e analgesici.
La taltirelina è oggetto di ricerca principalmente per il trattamento dell'atassia spinocerebellare; sono state condotte anche ricerche limitate su altri disturbi neurodegenerativi, ad esempio l'atrofia muscolare spinale.